# NGC 3224
NGC 3224 (również PGC 30314) – galaktyka eliptyczna (E), znajdująca się w gwiazdozbiorze Pompy. Odkrył ją John Herschel 18 kwietnia 1835 roku.